# Kościół Madonna delle Giummare
Kościół Madonna delle Giummare znany też jako Santa Maria dell'Alto, zbudowany w stylu architektury arabsko-normańskiej, znajduje się na wschodnim przedmieściu Mazara del Vallo na Sycylii.
Zbudowany jako królewskie opactwo-forteca (regalis abbatia) na rozkaz króla Rogera I i jego pierwszej żony w 1072 r. Pierwotnie opactwo należało do mnichów obrządku greckiego. Od 1444 r. stało się opactwem benedyktynów. Od 1567 do 1811 r. należało do Zakonu Maltańskiego. Do kościoła przylega wieża obronna i wysoki bastion po stronie południowej. W kościele zachowały się dwa bizantyjskie freski. W dużej, centralnej niszy znajduje się marmurowy posąg Madonny z Dzieciątkiem Jezus.